# 로인클로스

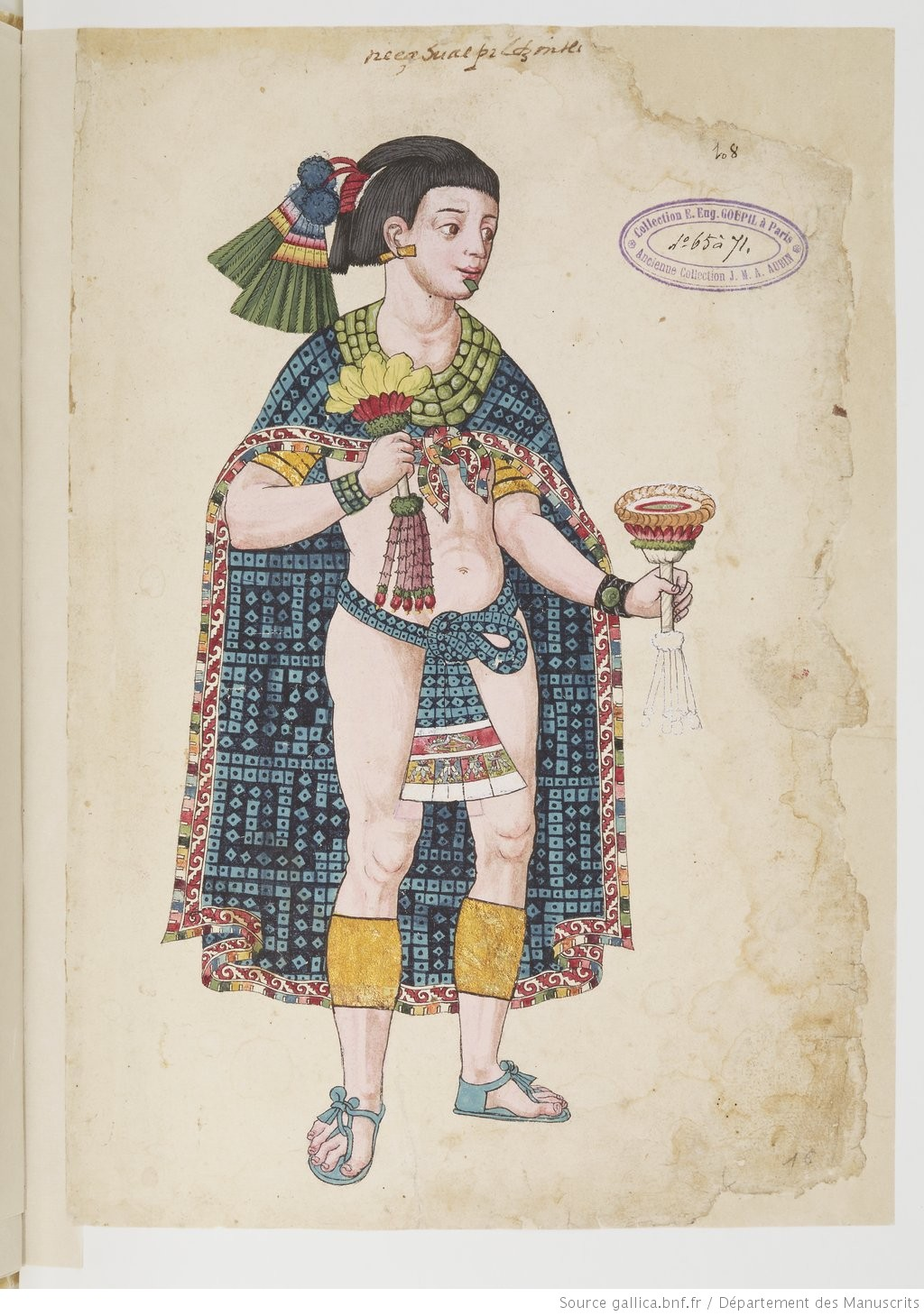
1500년 경 텍스코코의 지도자.

로인클로스(Loincloth)는 허리띠까지 두르는 한 장의 옷이다. 여기서 로인(loin)은 허리를 의미한다. 성기를 덮으며 적어도 부분적으로는 볼기를 덮는다. 허리띠로 지탱되는 로인클로스는 브리치클로스(breechcloth) 또는 브리치클라우트(breechclout)로 부른다.

## 역사와 유형
로인클로스는 다른 의상이 필요 없는 사회에서 입는다. 로인클로스는 보통 스리랑카와 인도에서 레슬링 선수들이나 논에 나간 농부들에 의해 속옷이나 수영복용으로 입는다.

## 같이 보기
- T팬티
- 탈리트